# Diocese de Iorque
A Diocese de Iorque (em latim: Dioecesis Eboracensis, em inglês:  Diocese of York) é a segunda mais importante circunscrição eclesiática da Igreja da Inglaterra, parte da Província de Iorque. Abrange a cidade de Iorque, a parte oriental de North Yorkshire e a maior parte de East Riding of Yorkshire.
A diocese é chefiada pelo Arcebispo de Iorque e sua catedral é a Catedral de Iorque. A diocese é dividida em três arquidiaconatos de Cleveland no norte (com um bispo de Whitby), East Riding (com um bispo de Hull), e no sudoeste o arquidiaconato de Iorque (com um bispo de Selby).
A diocese já foi muito maior, abrangendo Yorkshire, Nottinghamshire e Derbyshire e partes de Northumberland, Lancashire, Cumberland e Westmorland.
Desde 2020 está sob a liderança do arcebispo Stephen Cottrell.